# Chabrignac
 Chabrignac  là một xã thuộc tỉnh Corrèze trong vùng Nouvelle-Aquitaine miền trung Pháp.
Hoàng hậu Nam Phương, vợ vua Bảo Đại, chết và an táng tại Chabrignac.